# Nothogattung
Als Nothogattung oder Gattungshybride wird innerhalb der biologischen Systematik ein Hybride bezeichnet, welche aus der Kreuzung von Pflanzenarten zweier verschiedener Gattungen hervorgegangen ist.
Die Nothogattung wird durch ein Malzeichen (×), welches vor den Gattungs- oder Artnamen gesetzt wird, gekennzeichnet. Der Gattungsname ist hierbei in der Regel ein  Kofferwort aus den Namen der beiden gekreuzten Gattungen, wobei die Gattung des weiblichen Kreuzungspartners stets zuerst genannt wird.

## Beispiele
- ×Chitalpa tashkentensis (Chilopsis linearis × Catalpa bignonioides)
- ×Gasteraloe (Gasteria × Aloe)
- ×Triticale und ×Secalotricum (Triticum aestivum × Secale cereale v. v.)
- ×Fatshedera lizei (Fatsia japonica × Hedera helix)
- ×Malosorbus florentina (Malus sylvestris × Sorbus torminalis)

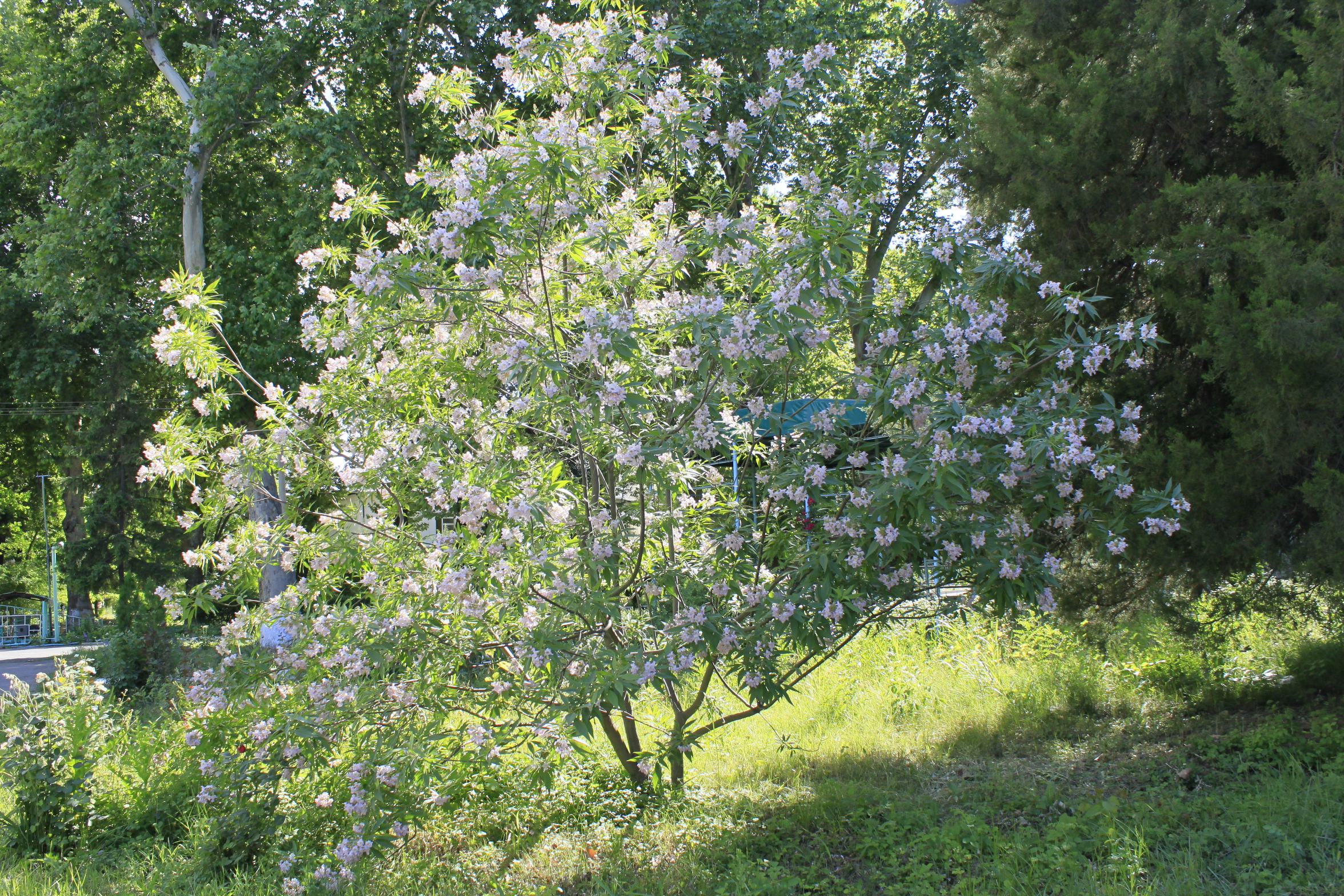
×Chitalpa tashkentensis
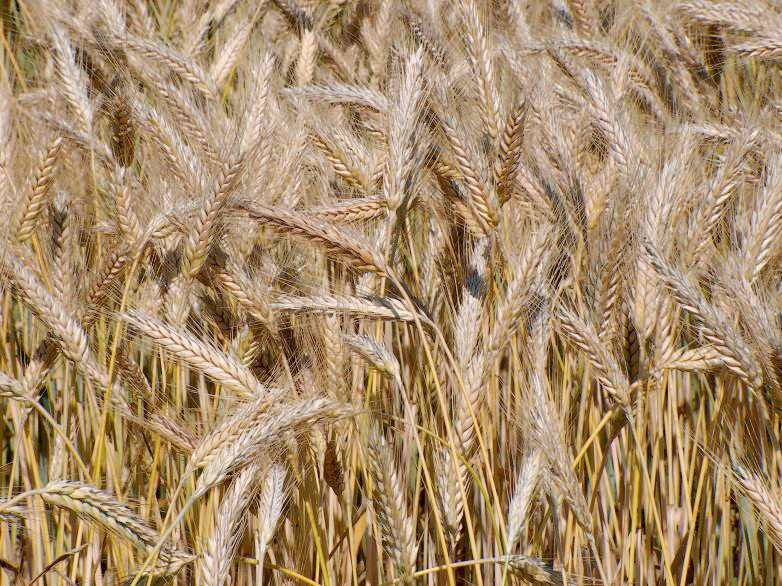
×Triticale
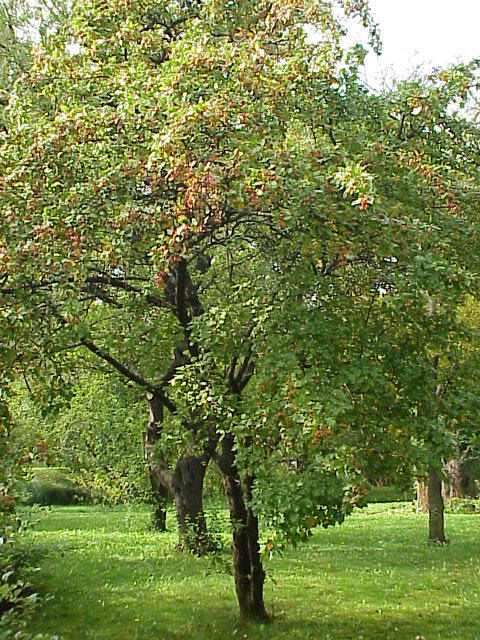
×Malosorbus florentina